# Шелехове (Хмельницький район)
Шелехове́ — село в Україні, у Деражнянській міській громаді Хмельницького району Хмельницької області. Населення становить 50-~100 осіб.

## Історія
Перша письмова згадка з 1566.
7 (20) листопада 1917 року, відповідно до Третього Універсалу Української Центральної Ради, увійшло до складу Української Народної Республіки.
12 червня 2020 року, відповідно до розпорядження Кабінету Міністрів України № 727-р «Про визначення адміністративних центрів та затвердження територій територіальних громад Хмельницької області», увійшло до складу Деражнянської міської громади.
19 липня 2020 року, в результаті адміністративно-територіальної реформи та ліквідації Деражнянського району, село увійшло до складу Хмельницького району.

## Герб
Затверджений 18 березня 2014 р. рішенням №4 сесії сільської ради. Автор — І.Д.Янушкевич.
Щит поділений понижено вилоподібно. У першій лазуровій частині золоте колесо водяного млина, підперте дерев'яною основою з будівлею такого ж кольору, занурене в срібну хвилясту базу. Праворуч від колеса золоте сяюче шістнадцятипроменеве сонце. У другій зеленій частині витканий стилізованим візерунком килим, який перетинається золотим веретеном у стовп. У третій червоній частині золотий глиняний глечик-макітра, оповитий золотим і червоним полум'ям у стовп. Щит обрамований золотим декоративним картушем i увінчаний золотою сільською короною. Картуш знизу обрамлений зеленими гілками ліщини з золотими горішками. На срібній девізній стрічці лазуровий напис «ШЕЛЕХОВЕ».

## Відомі люди
- Бродовський Володимир Васильович — полковник Армії УНР.

## Галерея

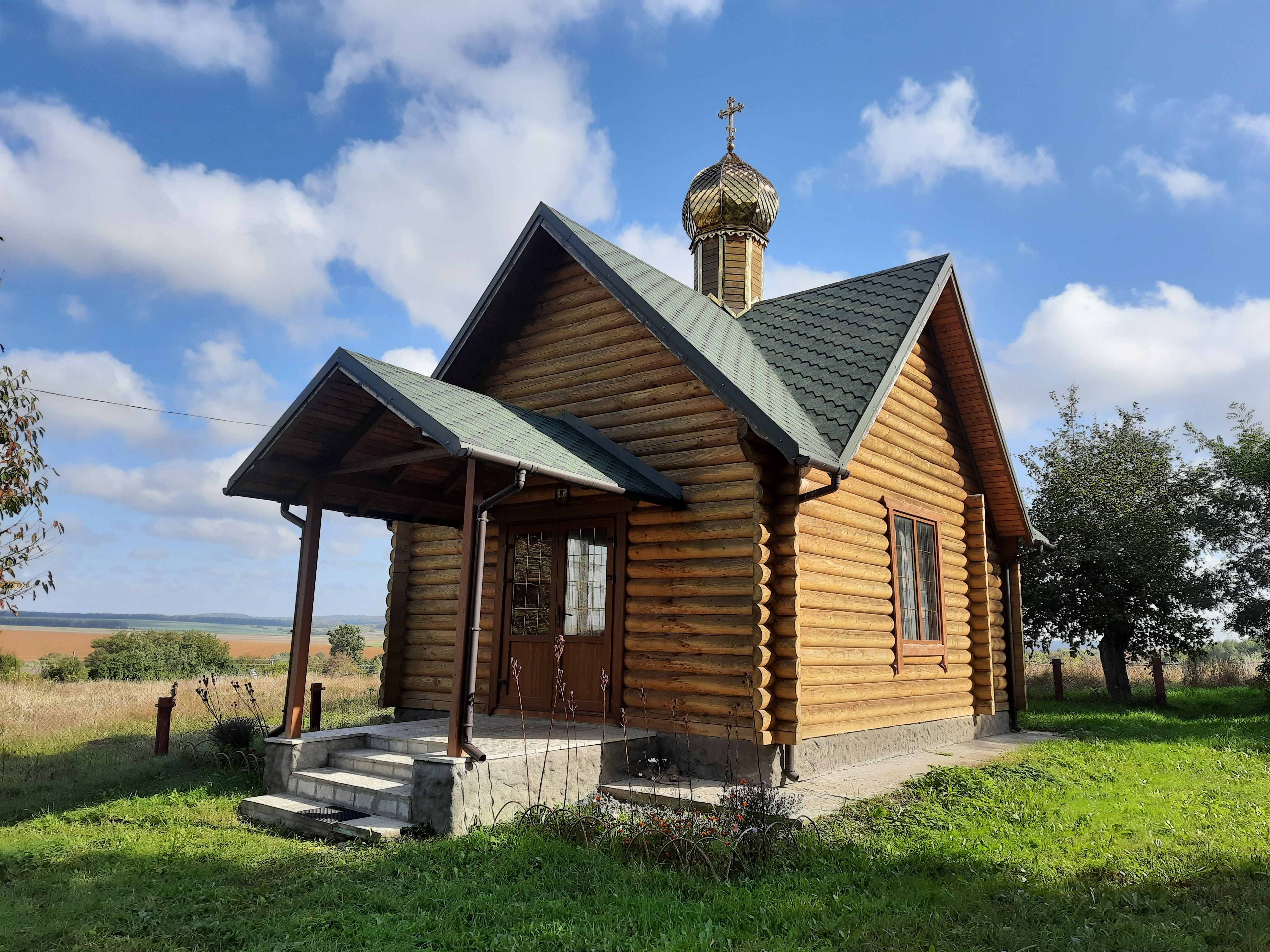
Каплиця святого Іоанна
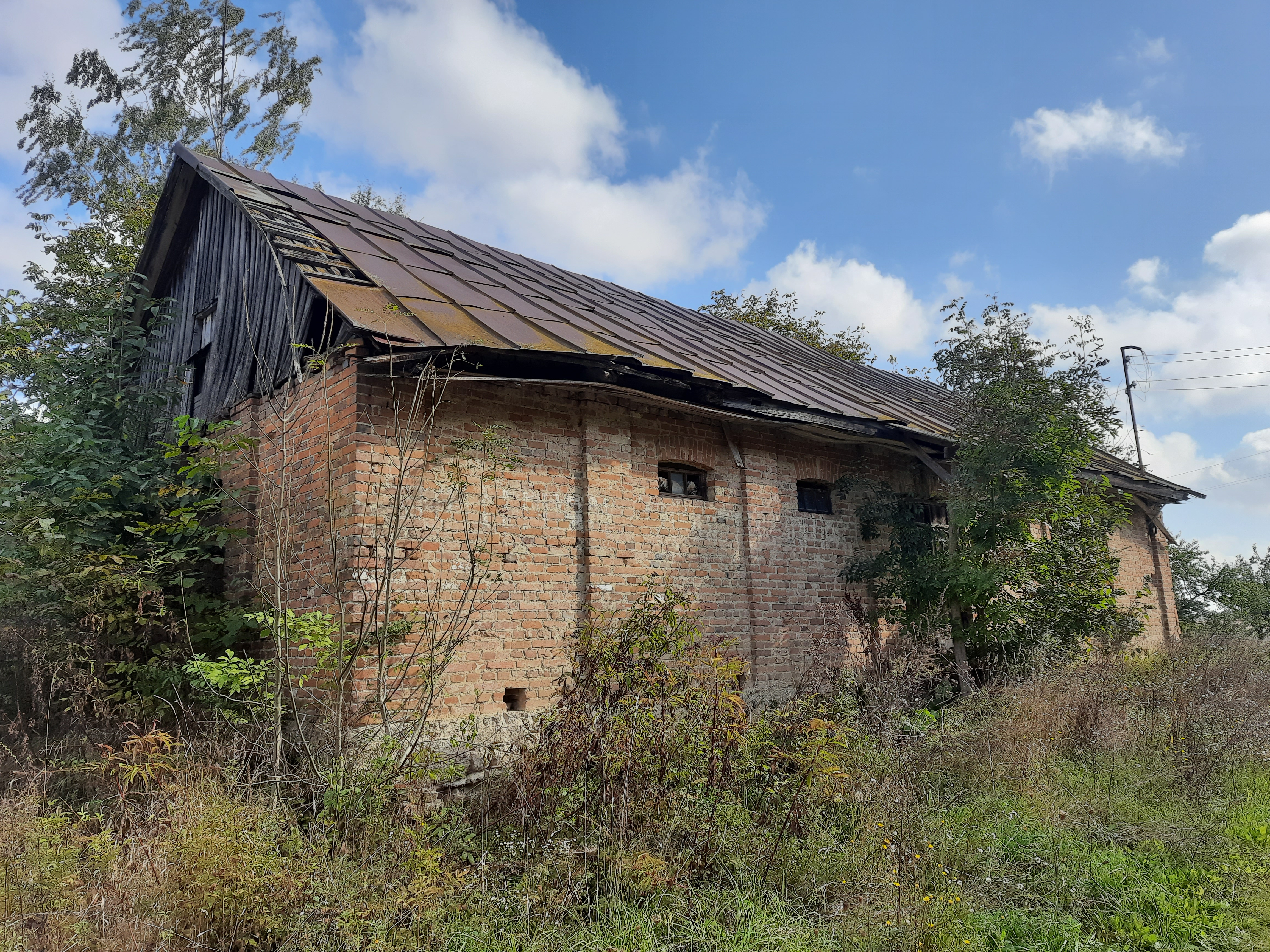
Закинута будівля